# Choiny (Sainte-Croix)
Pour les articles homonymes, voir Choiny.
Choiny est une localité polonaise de la gmina de Sobków, située dans le powiat de Jędrzejów en voïvodie de Sainte-Croix.